# Parafia św. Józefa Robotnika w Rybniku
Parafia św. Józefa Robotnika w Rybniku – rzymskokatolicka parafia w dekanacie Rybnik w archidiecezji katowickiej. Opiekę duszpasterską sprawują oo. franciszkanie z Prowincji Wniebowzięcia NMP z siedzibą w Katowicach Panewnikach

## Franciszkanie w Rybniku
Już w XIX wieku miały miejsce pierwsze próby osiedlenia się franciszkanów w Rybniku. Osobą, która podjęła się tego zadania był ks. Edward Bolik. Wykupił on teren w okolicach parafii Matki Bożej Bolesnej. Rozpoczęto nawet przygotowania do budowy nowego kościoła, jednak sprzeciw władz kościelnych i państwowych i śmierć księdza Edwarda Bolika przekreśliły te plany. 21 grudnia 1921 roku odbyło się w Nysie zebranie delegatów Prowincji św. Jadwigi Zakonu Braci Mniejszych, na którym podjęto uchwałę o erygowaniu w Rybniku nowego klasztoru. Sposób w jaki osiedlili się franciszkanie w Rybniku wykraczał poza przyjętą dotychczas tradycję powoływania do życia nowych domów zakonnych. Dotychczas odzyskiwano klasztor wcześniej już należący do franciszkanów, albo fundator klasztoru wychodził z konkretną propozycją. Bywało też i tak, że do osiedlenia franciszkanów w danej diecezji zachęcał tamtejszy biskup. Tutaj natomiast inicjatywa założenia klasztoru wyszła ze strony samych zakonników.

## Budowa kościoła i powstanie parafii
Przed zbudowaniem nowego kościoła stworzono na potrzeby lokalnej ludności, na mocy zezwolenia z kurii wrocławskiej oratorium modlitewne, które zostało poświęcone 5 marca 1922 roku. Pierwszą mszę odprawił o. Alban Sobota OFM. Planowano jednak budowę nowego, większego kościoła. Po uzyskaniu zgody władz prowincji franciszkańskiej budowę rozpoczęto 1 czerwca 1937 roku. Po sześciu miesiącach zakończono pracę przy wznoszeniu kościoła. 19 grudnia 1937 roku prowincjał Michał Porada OFM dokonał poświęcenia kościoła. 12 września 1941 roku przy kościele powstała kuracja św. Józefa w Rybniku w granicach od: ul. Nacyńskiej od strony Niedobczyc i Chwałowic, od ul. Hallera do ul. Raciborskiej numery nieparzyste, a 16 grudnia 1941 roku włączono dzielnicę Maroko. Pierwszym proboszczem został o. Rafał Biekiersz OFM.

## Wystrój wnętrza kościoła
Główny ołtarz został wykonany z marmuru karraryjskiego. Na ścianie głównego ołtarza został powieszony duży dębowy krzyż, a tuż przy jego bokach zostały ustawione figury Matki Bożej i św. Jana Apostoła. Posadzka została pokryta terakotowymi płytami. Zakupiono także ogrzewanie kościoła. W oknach umieszczono dwa duże witraże przedstawiające postać św. Józefa i św. Anny. Na samym końcu zostały zamontowane trzy dzwony.

## Przełożeni klasztoru[1]
- o. Wilhelm Rogosz – prezes (1923-1926);
- o. Bazyli Gabriel – prezes (1926-1929);
- o. Euzebiusz Huchracki – prezes (1929-1930);
- o. Bonawentura Cichoń – prezes(1930-1931);
- o. Euzebiusz Huchracki – prezes (1931-1932);
- o. Grzegorz Moczygęba – prezes (1932-1935);
- o. Kolumban Sobota – gwardian (1935-1938);
- o. Rafał Bekiersz – gwardian (1938-1945);
- o. Łukasz Grzywocz – gwardian (1945-1950);
- o. Marek Pielok – gwardian (1950-1956);
- o. Józef Zając – gwardian (1956-1959);
- o. Marek Pielok – gwardian (1959-1962);
- o. Alojzy Jański – gwardian (1962-1965);
- o. Korneliusz Czech – gwardian (1965-1968);
- o. Hieronim Dłubis – gwardian (1968-1971);
- o. Korneliusz Czech – gwardian (1971-1974);
- o. Tarsycjusz Waszecki – gwardian (1974-1980);
- o. Rufin Juraszek – gwardian (1980-1983);
- o. Juliusz Rydlewski – gwardian (1983-1989);
- o. Artur Noworzyn – gwardian (1989-1992);
- o. Arnold Kołodziejski – gwardian (1992-1995);
- o. Janusz Dziedzic – gwardian (1995-2001);
- o. Terencjan Wawrzonkowski – gwardian (2001-2007)
- o. Lucjusz Wójtowicz – gwardian (2007-2016)
- o.Mateusz Smolarczyk - gwardian (od 2016)

## Proboszczowie
- o. Łukasz Grzywocz – proboszcz (1945-1950)
- o. Marek Pielok – proboszcz (1950-1958)
- o. Kasjan Pudliszewski – proboszcz (1958-1974)
- o. Marek Pielok – proboszcz (1974-1981)
- o. Rufin Juraszek – proboszcz (1981-1989)
- o. Stanisław Grześkowiak – proboszcz (1989-1995)
- o. Konstanty Saternus – proboszcz (1995-1997)
- o. Terencjan Wawrzonkowski – proboszcz (1997-2012)
- o. Feliks Rachwalik – proboszcz (2012-2013)
- o. Serafin Sputek - proboszcz (2013-2016)
- o. Mateusz Smolarczyk - proboszcz (od 2016)